# Pachycnemia pravieli
Pachycnemia pravieli là một loài bướm đêm trong họ Geometridae.